# Guru Josh
Paul Walden, mer känd som Guru Josh, född 9 juni 1964 på Jersey, död 28 december 2015 på Ibiza, Spanien, var en brittisk housemusiker.
Guru Josh var ursprungligen en musikikon inom den brittiska acid house-scenen under 1990, mest känt för sin debutsingel "Infinity" som ursprungligen släpptes 1989 av Waldens eget skivbolag Infinity Records. BMG återutgav låten under 1990 och blev 2008 remixad för återutgivning av DJ Klaas.

## Guru Josh Project
År 2007 bildades Guru Josh Project av Big City Beats. Gruppen bestod av Walden, Anders Nyman, och Darren Bailie. Under 2008 återutgavs singeln "Infinity" som "Infinity 2008".  Den uppnådde stora framgångar, med en topp på nr 1 på den belgiska-, nederländska-, franska-, tjeckiska-, och danska singellistan och Eurochart Hot 100.
Darren Bailie gjorde i juli 2023 ett liveframträdande under namnet Guru Josh Project på musikfestivalen Vi som älskar 90-talet i Göteborg. Samma månad släpptes singeln "Infinity 2023" som är skapad i samarbete med musikproducenten Henry Himself.

## Diskografi

### Album
- Infinity (1990) #47 UK

### Singlar
| 1989                                            | Infinity (1990s...Time For The Guru)      | 5  | 2  | 5  | 4  | — | 3  | — | —  | — | 5 | — |
| 1990                                            | Whose Law (Is It Anyway?)                 | 26 | 12 | 18 | 14 | — | 30 | — | —  | — | — | — |
| 2008                                            | Infinity 2008 (as Guru Josh Project)      | 3  | 4  | 3  | 2  | 1 | 1  | 8 | 20 | 6 | 3 | 1 |
| 2009                                            | Crying In The Rain (as Guru Josh Project) | —  | —  | —  | —  | — | —  | — | —  | — | — | — |
| 2009                                            | Eternity (as Guru Josh)                   | —  | —  | —  | —  | — | —  | — | —  | — | — | — |
| 2010                                            | Frozen Teardrops (as Guru Josh)           | —  | —  | —  | —  | — | —  | — | —  | — | — | — |
| 2011                                            | Love of Life (as Guru Josh)               | —  | —  | —  | —  | — | —  | — | —  | — | — | — |
| 2012                                            | Infinity 2012 (as Guru Josh)              | —  | 14 | 10 | 16 | — | —  | — | —  | — | — | — |
| "—" innebär att singeln inte gick in på listan. |                                           |    |    |    |    |   |    |   |    |   |   |   |